# Doupovské Mezilesí
Doupovské Mezilesí, bis 1949 Olitzhaus, ist eine Wüstung im Süden des Truppenübungsplatzes Hradiště in Tschechien. Das erloschene Dorf lag sieben Kilometer nordöstlich von Bochov (Buchau) im Okres Karlovy Vary und war mit seiner Höhenlage von 822–850 m n.m. die höchstgelegene Gemeinde im Bezirk Luditz.

## Geographie
Das ringsum von Wäldern umgebene Platzdorf Doupovské Mezilesí befand sich rechtsseitig über dem Tal des Ratibořský potok (Schinkenbach) auf der Burgstadtler Masse (Hradišťská hornatina) im Duppauer Gebirge. Nordöstlich liegen die Tišina-Teiche (Tis-Teiche), wo der Ratibořský potok entspringt. Gegen Nordwesten liegt die Quelle des Pstružný potok (Forellenbach), der in die Lomnice (Lomitzbach) entwässert; ebenso die des Lomnický potok (Lamnitzbach). Im Norden erhebt sich der Nad Ovčárnou (878 m n.m.), nordöstlich die Hradiště (Burgstadtl; 934 m n.m.), im Osten die Malé hradiště (Kleiner Burgstadtl, 926 m n.m.), südöstlich der Znělec (Klingaberg; 825 m n.m.) und die Vysoká hora (Hoher Berg; 871 m n.m.), im Südwesten der U Ruské věže (Ehacker, 912 m n.m.), westlich der Olitzhauser Berg (911 m n.m.) sowie im Nordwesten der Větrovec (Plodersberg; 902 m n.m.).
Umliegende Orte waren Pastviny (Ranzengrün), Víska (Dörfles) und Jalový Dvůr (Galthof) im Norden, Prachomety (Promuth), Nový Dvůr (Ödhof) und Jírov (Jurau) im Nordosten, Těš (Tesch) im Osten, Lochotín (Lochotin), Holetice (Holetitz) und Radošov (Reschwitz) im Südosten, Březina (Pirk) und Hradiště (Höfen) im Süden, Javorná (Ohorn), Dlouhá (Langgrün), Stružná (Gießhübel) und Žalmanov (Sollmus) im Südwesten, Činov (Schönau) und Štichlův Mlýn (Stichlmühl) im Westen sowie Lučiny (Hartmannsgrün), Stará Ves (Altdorf), Mlýnská (Mühldorf) und  Zakšov (Sachsengrün) im Nordwesten.

## Geschichte
Die erste schriftliche Erwähnung des zu den vereinigten Herrschaften Hartenstein und Engelsburg gehörigen Jägerhauses Ahlholz erfolgte im Jahre 1580. Nach der Schlacht am Weißen Berg wurde die Herrschaft Engelsburg 1622 als konfiszierter Besitz des Leonhard Colonna von Fels an Hermann Czernin von Chudenitz verkauft und 1623 der Herrschaft Gießhübel zugeschlagen. Später wurden um das Jägerhaus einige weitere Häuser angelegt. Der neue Weiler wurde 1720 unter dem Namen Olitzhaus erstmals urkundlich erwähnt. Im Theresianischen Kataster von 1748 sind für Ohlitzhaus ein herrschaftlicher Hof für Galtvieh, das herrschaftliche Jägerhaus, ein Forstrevier und einige Häuser aufgeführt. 1829 trat Johann Anton Hladik die Herrschaft Gießhübel gemeinschaftlich seiner Tochter Antonia und dem Schwiegersohn Wilhelm von Neuberg ab.
Im Jahre 1845 bestand das im Elbogener Kreis gelegene Dorf Olitzhaus aus 13 Häusern mit 83 deutschsprachigen Einwohnern. Im Ort gab es ein herrschaftliches Jägerhaus. Pfarr- und Schulort war Bergles (Am Berge). Bis zur Mitte des 19. Jahrhunderts blieb Olitzhaus der Herrschaft Gießhübel untertänig.
Nach der Aufhebung der Patrimonialherrschaften bildete Olitzhaus ab 1850 eine Gemeinde im Gerichtsbezirk Buchau. Ab 1868 gehörte Olitzhaus zum Bezirk Luditz. Im Jahre 1869 bestand das Dorf aus 14 gezimmerten Häusern und hatte 69 Einwohner. Beim Haus von Karl Heine (Nr. 5) befand sich eine kleine Dorfglocke. Sämtliche Männer arbeiteten als Holzfäller im Forst, wobei zwei Familienoberhäupter hauptberuflich auch als Zimmerleute tätig waren und die Holzfällerei nur als Winterarbeit ausübten. Olitzhaus war abgelegen und besaß außer einem durch den Holzfällerball und die Olitzhauser Kapelle über die Ortsgrenzen hinaus bekannten Wirtshaus keine Infrastruktur. Ihre Einkäufe mussten die Bewohner in Langgrün, Buchau oder Duppau tätigen. In den Wintermonaten wurden die ortsnahen Hänge zahlreich von Ski- und Schlittenfahrern aufgesucht, die Zustellung der Post erfolgte in dieser Jahreszeit nur zweimal wöchentlich. Von den 804 ha Gemeindefläche gehörten 714 ha der Grundherrschaft Gießhübel, auch die übrigen Grundstücke hatten fast nur auswärtige Besitzer. Wegen der Abgeschiedenheit und des im Winter kaum passierbaren Schulweges erhielt Olitzhaus eine einklassige Außenstelle der Bergleser Schule, in die auch die Töscher Kinder eingeschult wurden. Im Jahre 1895 wurden in der Olitzhauser Schule 15 Kinder unterrichtet. Im Jahre 1900 hatte Olitzhaus 79 Einwohner, 1910 waren es 72. Nach dem Ersten Weltkrieg zerfiel der Vielvölkerstaat Österreich-Ungarn, die Gemeinde wurde 1918 Teil der neu gebildeten Tschechoslowakischen Republik.
Beim Zensus von 1921 lebten in den 12 Häusern der Gemeinde 77 Deutsche. 1930 lebten in den 12 Häusern von Olitzhaus 66 Personen. Nach dem Münchner Abkommen wurde Olitzhaus im Oktober 1938 dem Deutschen Reich zugeschlagen und gehörte bis 1945 zum Landkreis Luditz. Im Jahre 1939 hatte die Gemeinde 64 Einwohner. Während des Krieges wurden Kinder aus Ulm und weiteren von Luftangriffen bedrohten Städten nach Olitzhaus verschickt. Im Forst wurden nun auch Kriegsgefangene eingesetzt. Nach dem Ende des Zweiten Weltkrieges kam Olitzhaus zur wiedererrichteten Tschechoslowakei zurück. Als tschechischer Ortsname wurde Oličov eingeführt. Nach der Aussiedlung der deutschen Bewohner wurde die Gemeinde nur geringfügig wiederbesiedelt. Im Zuge der Gebietsreform von 1948 wurde der Okres Žlutice auflöst und die Gemeinde zum 1. Februar 1949 dem Okres Karlovy Vary-okolí zugeordnet. 1949 erfolgte die Umbenennung in Doupovské Mezilesí. Im Jahre 1950 lebten in den neun Häusern von Doupovské Mezilesí nur noch vier Personen.
1953 erfolgte die endgültige Absiedlung des Dorfes und seine Eingliederung in den neuen Truppenübungsplatz Hradiště. Nach 1954 wurde das Dorf abgerissen. Mit der Gemeindegebietsreform von 1960 wurde der Truppenübungsplatz dem Okres Karlovy Vary zugeordnet. Die auf einer Wiese gelegene Dorfstelle ist heute verbuscht; erhalten blieben eine Obstbaumgruppe sowie einige überwachsene Grundmauern von Häusern.

## Ortsgliederung
Die Wüstung Doupovské Mezilesí ist Teil des Katastralbezirkes Bražec u Hradiště.